# 팡산청관역
팡산청관역(중국어: 房山城关站)은 중화인민공화국 베이징시 팡산구 청관 가도 옌팡로·팡산역로 교차로에 위치한 베이징 지하철 옌팡선의 지하철역이다. 2017년 12월 30일 옌팡선 본선 개통과 함께 개장하였다.

## 위치
이 역은 서남6환로 외부 팡산신청 옌팡 조단, 옌팡로(燕房路)와 팡산역로(房山站路) 교차로 인근, 옌팡로 중간에 위치한다. 옌팡선 건설과 함께 옌팡로가 4개 도로로 확장되었고, 옌팡선 건설 이전에는 도로가 좁고 길을 따라 건물이 많았다. 따라서, 이 건물들은 이 역 건설 이전에 철거되어야 했고, 철거 진행 속도가 느리기 때문에 이 역은 옌팡선 본선의 다른 역들보다 늦게 공사가 완료되었다.

## 역 구조
이 역은 본체 길이 118m, 폭 18.4m, 높이 23.55m의 고가 3층 역사이다. 1층은 변전소, 2층은 대합실과 장비실, 3층은 섬식 승강장이다.

### 층별 구조
| 3층 승강장    | ←                               | ■ 옌팡선 옌산 방면 (시·종착역)     |
| 3층 승강장    | 섬식 승강장, 왼쪽 출입문이 열림 |                                    |
| 3층 승강장    | →                               | ■ 옌팡선 옌춘 동 방면 (라오러푸)   |
| 2층 대합실 층 | 대합실                          | 고객센터, 자동 발매기, 출입 게이트 |
| 지면층        | 지면                            | A-B출입구, 변전소                  |

## 출입구
이 역은 동쪽과 서쪽에 출입구가 있으며, 출입구 모두 엘리베이터가 설치되어 있다.
|                         |                                         |                                                      |  |  |
| 출구                    | 지시                                    | 출구 인근                                            |  |  |
| 出口 · A · 1            | 옌팡로(燕房路), 팡산역로(房山站路)      | 청관 북리 커뮤니티(城关北里社区)                     |  |  |
| 出口 · A · 2            | 옌팡로(燕房路), 팡산 동대가(房山东大街) | 팡산구 소년궁(房山区少年宫)                          |  |  |
| 出口 · B · 1            | 옌팡로(燕房路), 팡산역로(房山站路)      | 옌팡로 커뮤니티(燕房路小区), 옌팡 기차역(房山火车站) |  |  |
| 出口 · B · 2            | 옌팡로(燕房路), 팡산 동대가(房山东大街) | 팡산 체육장(房山体育场), 동가 커뮤니티(东街社区)     |  |  |
| 아이콘 설명: 엘리베이터 |                                         |                                                      |  |  |

## 주해
1. ↑  건설 및 기획 단계에서는 라오청취 북역(老城区北站)으로 불리었다.